# Stig Salsjö
Stig Hartvig Salsjö, född 8 juni 1918 i Stockholm, död 20 januari 2002 i Östhammar, var en svensk musikpedagog.

## Biografi
Salsjö avlade studentexamen 1938, kantors- och organistexamen 1940, högre organistexamen 1943, högre kantorsexamen 1944 och högre musiklärarexamen 1945. Han var organist och kantor i Piteå 1945, kommunal musikledare i Arboga 1945, musiklärare i Eskilstuna 1946–1952, organist där 1948–1963 samt lärare i Adolf Fredriks sångklasser och musikgymnasium i Stockholm från 1963. Han var även lärare i organist- och kantorsexamen från 1954. Han var först förbundsdirigent i Sörmlands sångarförbund 1948, tredje förbundsdirigent i Svenska sångarförbundet 1953 och ledare för dess dirigentkurser 1950-1956. Han utgav kompositioner för kör. Han tilldelades Sörmlands sångarförbunds förtjänsttecken i silver, Svenska kyrkosångsförbunds förtjänsttecken i guld och Svenska sångarförbundets förtjänsttecken i guld.